# Coventry Patmore

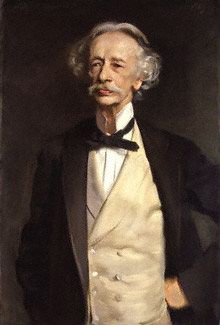
Coventry Patmore (Gemälde von John Singer Sargent, um 1890)

Coventry Kersey Dighton Patmore (* 23. Juli 1823 in Woodford, Essex, England; † 26. November 1896 in Lymington, Hampshire, England) war ein britischer Dichter und Literaturkritiker, der vor allem durch die aus vier Gesängen zum Lob der Ehe bestehende Dichtung The Angel in the House bekannt wurde.

## Leben

### Jugend und erste Gedichte
Der älteste Sohn des Autors Peter George Patmore erhielt eine private Schulbildung und entwickelte sein Interesse an der Literatur durch die Mitarbeit und Begleitung seines Vaters. Zunächst wollte er Maler werden und bekam aufgrund seines frühen Talents 1838 die „Silberne Palette“ der Royal Society of British Artists verliehen.
1839 besuchte er für sechs Monate eine Schule in Frankreich und begann mit dem Schreiben von Gedichten, die von seinem Vater nach seiner Rückkehr teilweise veröffentlicht wurden. Kurze Zeit später stellte er seine schriftstellerischen Interessen zugunsten von wissenschaftlichen Neigungen zurück, begann aber bald wieder wegen des plötzlichen Erfolges von Alfred Tennyson, 1. Baron Tennyson mit dem erneuten Schreiben von Gedichten.
1844 veröffentlichte er seinen ersten Gedichtband mit dem Titel Poems, der zwar nicht ohne Individualität war, allerdings an handwerklichen Mängeln litt und deshalb von der Kritik einerseits gelobt, andererseits jedoch geschmäht wurde. Daraufhin erwarb er die Restbestände der Auflage und ließ diese vernichten. Am meisten berührte ihn dabei eine scharfe Kritik im Blackwood’s Edinburgh Magazine, die ihn im schlimmsten Stil unbegründet angriff. Durch den Zuspruch von privaten Freunden und deren positiver Ansichten, setzte er jedoch seine schriftstellerische Laufbahn fort und tatsächlich führte die Veröffentlichung und Kritik an Poems dazu, dass er zahlreiche literarische Persönlichkeiten wie Dante Gabriel Rossetti kennenlernte. Dieser machte ihn mit William Holman Hunt, durch den er sich der Gruppe der Präraffaeliten anschloss und sein Gedicht The Seasons in deren Zeitung The Germ veröffentlichte.

### Bibliothekassistent am British Museum undThe Angel in the House

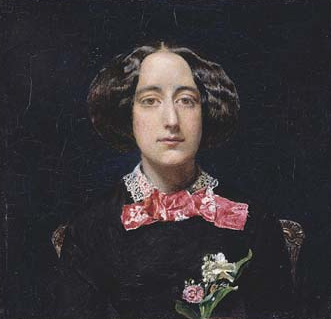
Patmores erste Ehefrau Emily Andrews (Gemälde von John Everett Millais)

Zu dieser Zeit geriet sein Vater in finanzielle Schwierigkeiten, allerdings verschaffte ihm Richard Monckton Milnes, 1. Baron Houghton 1846 eine Anstellung als Assistent des Bibliothekars des British Museum. Diese Stellung hatte er 19 Jahre lang bis 1865 inne, widmete sich in seiner Freizeit aber weiterhin dem Verfassen von Gedichten.
1847 heiratete er die Schriftstellerin Emily Andrews, Tochter eines Arztes aus Camberwell. Daneben engagierte er sich 1852 bei der Gründung eines Förderprogramms für das British Museum, insbesondere durch einen Brief in der Tageszeitung The Times. Außerdem veröffentlichte er Gedichte in der von Charles Dickens zwischen 1850 und 1859 herausgegebenen Wochenzeitung Household Words.
1853 veröffentlichte er die erfolgreicheren Gedichte aus dem Band Poems erneut in Tamerton Church Tower und fügte diesen einige neue Gedicht zu, die sowohl in der Konzeption als auch im Stil deutliche Fortschritte zeigten.
Den ersten Teil seines Hauptwerkes The Angel in the House verfasste er 1854, dem mit The Epousals (1856), Faithful for Ever (1860) und The Victories of Love (1862) drei weitere Gesänge folgte. Allerdings kam es zu dieser Zeit auch zu „Gegenentwürfen“ zu diesem perfekten Bild der Ehefrau wie beispielsweise durch Berichte über die Arbeit von Florence Nightingale und deren älterer Schwester Frances Parthenope Verney.
Nach längerer Krankheit verstarb 1862 seine Ehefrau Emily Patmore und kurz darauf konvertierte er zur römisch-katholischen Kirche. 1865 heiratete er zum zweiten Mal und ließ sich mit seiner zweiten Frau Marianne Byles in East Grinstead in Mid Sussex nieder.

### The Unknown Erosund Spätwerke
1877 schrieb er sein zweites wichtiges Werk The Unknown Eros, das zweifelsfrei seine besten lyrischen Arbeiten enthält und wie die folgenden späteren Werke überwiegend mystische oder religiöse Inhalte hatte. 1878 schrieb er Amelia, das von ihm als sein Lieblingsgedicht angesehen wurde, sowie einen Essay zum Thema The English Metrical Law, in der er die Einführung des metrischen Einheitensystems in England behandelte. Diese erste kritische Auseinandersetzung wurde von ihm 1879 mit dem Buch Principle in Art fortgesetzt.
Nach dem Tode seiner zweiten Frau 1880 heiratete er 1881 mit Harriet Robson zum dritten Mal und setzte seine schriftstellerische Tätigkeit fort mit dem Buch How I managed my Estate, in dem er den Erwarb und die Verwaltung seines Grundbesitzes in East Grinstead darstellte. 1886 folgte die Veröffentlichung einer zweibändigen Sammlung seiner Gedichte, wobei die darin enthaltenen Werke The Unknown Eros, Departure und The Toys zu den bekannteren Gedichten Patmores gehören.
Patmore, der zuletzt die Gedichtbände Religio poetae (1893) und The Rod, The Root and the Flower (1895) veröffentlichte, verstarb in seinem Altersruhesitz in Lymington. Darüber hinaus erschienen posthum Gedichte von ihm sowie seinem 1883 verstorbenen Sohn Henry John Patmore.
Eine deutschsprachige Übersetzung seiner lyrischen Werke erschien 1951 Gedichte in Auswahl – Coventry Patmore im Patmos Verlag.